# Life.Church
Life.Church  est une megachurch chrétienne évangélique  non confessionnelle multisite basée à  Edmond, Oklahoma, aux États-Unis. Elle est affiliée à l'Evangelical Covenant Church. Son pasteur principal est Craig Groeschel.  Elle aurait une assistance de 76,000 personnes en 2024.

## Histoire
L'église a été fondée en 1996 par le pasteur Craig Groeschel et 40 autres personnes dans un garage ,. 
En 2001, elle a fusionné avec MetroChurch d’Edmond et a installé son siège dans les locaux de l’église . 
En 2006, l'église ouvre un premier campus utilisant la technologie trois dimensions pour diffuser la prédication dans des services de différents campus . 
En 2008, l'église et le pasteur Bobby Gruenewald lancent YouVersion, un site web et une application mobile offrant des Bibles en plusieurs langues  ,,.
En 2012, l'église compte plus de 26,000 membres.
En 2015, l'église a 15 campus dans différents états américains .
En 2018, l'église compterait 85,000 personnes et avait ouvert 30 campus dans différentes villes.
En 2021, l’église a ouvert un campus dans le métavers.
Selon un recensement de l’église publié en 2024, elle aurait une assistance hebdomadaire de 76,000 personnes .

## Croyances
L’Église a une confession de foi chrétienne évangélique non confessionnelle et est membre de l'Evangelical Covenant Church (en), affiliée à la Fédération internationale des églises évangéliques libres,.